# Rambah Baru
Rambah Baru is een bestuurslaag in het regentschap Rokan Hulu van de provincie Riau, Indonesië. Rambah Baru telt 2402 inwoners (volkstelling 2010).